# Tenebroides
Trogosita, Trogossita
Genre
Synonymes
- Trogosita Olivier 1790
- Trogossita Olivier 1790

Tenebroides est un genre d'insectes coléoptères de la famille des Trogossitidae, à répartition cosmopolite.

## Classification
Le genre Tenebroides est décrit en 1873 par Piller & Mitterpacher.

### Fossiles
Selon Paleobiology Database en 2023, quatorze collections de fossiles sont référencés :
- du Quaternaire, six collections dont une des Îles Cook et cinq autres de la Polynésie française ;
- du Miocène, deux collections d'Allemagne ;
- de l'Oligocène, deux collections d'Allemagne ;

- de l'Éocène deux collections, une d'Allemagne, l'autre des États-unis, au Colorado

- du Paléocène deux collections du Groenland[1].

Ceci atteste la présence de ce genre depuis 61,6 Ma avant notre ère.

### Synonymes
Selon Paleobiology Database en 2023, deux synonymes sont référencés :
- Trogosita Olivier 1790
- Trogossita Olivier 1790[1].

## Liste d'espèces
Selon Fauna Europaea (16 octobre 2021), espèces européennes :
- Tenebroides fuscus
- Tenebroides latens
- Tenebroides maroccanus
- Tenebroides mauritanicus - la cadelle
- Tenebroides rectus

Selon NCBI (16 octobre 2021) :
- Tenebroides americanus
- Tenebroides corticalis
- Tenebroides fuscus
- Tenebroides maroccanus
- Tenebroides mauritanicus
- Tenebroides tenuistriatus

Selon Paleobiology Database (14 juillet 2015) :
- Tenebroides corrugata
- Tenebroides emortua
- Tenebroides eocenica
- Tenebroides insignis
- Tenebroides tenebrioides
- Trogosita amissa
- Trogosita assimilis
- Trogosita bella
- Trogosita emortua
- Trogosita insignis
- Trogosita koellikeri
- Trogosita longicollis
- Trogosita sculpturata
- Trogossita eocaenica

## Galerie

Quelques espèces vivantes du genre Tenebroides.
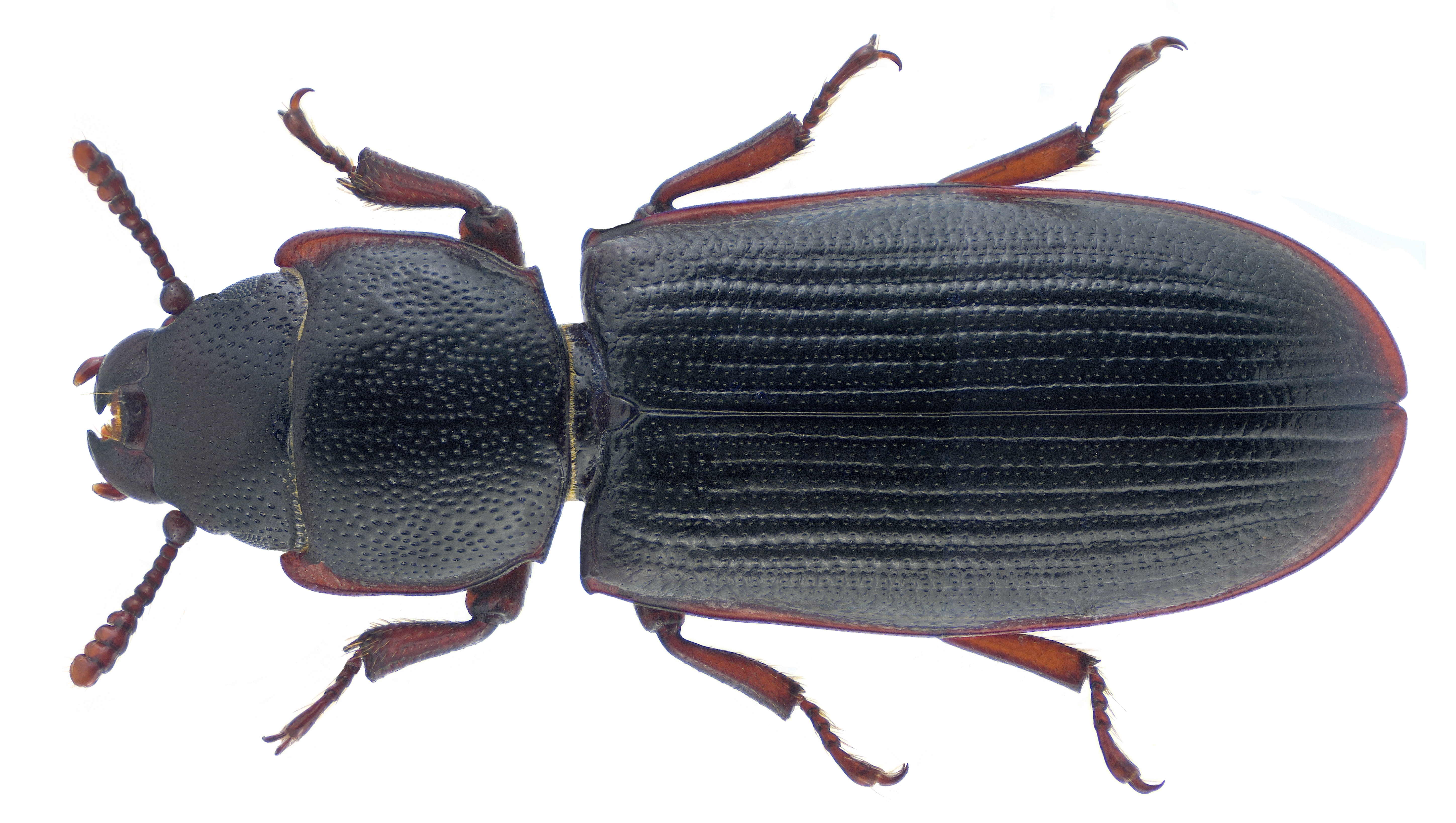
Tenebroides fuscus.
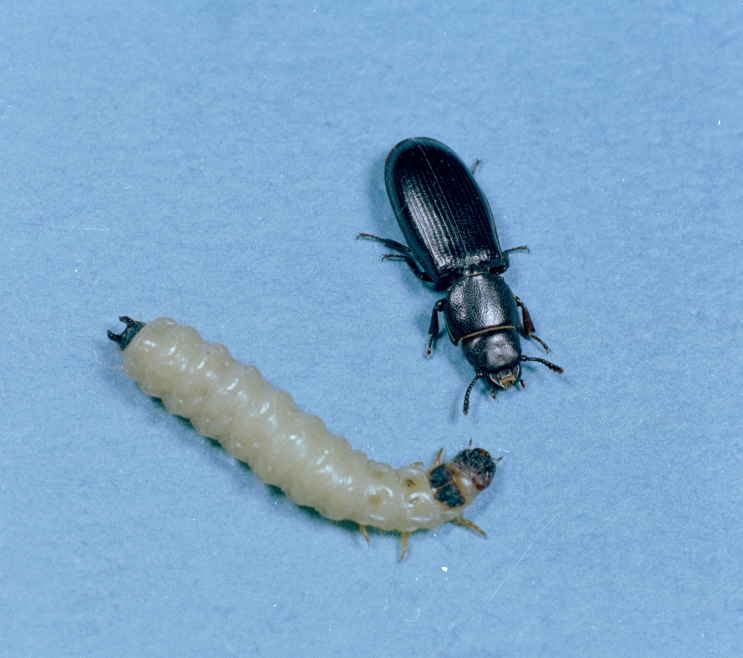
Tenebroides mauritanicus - adulte et larve.
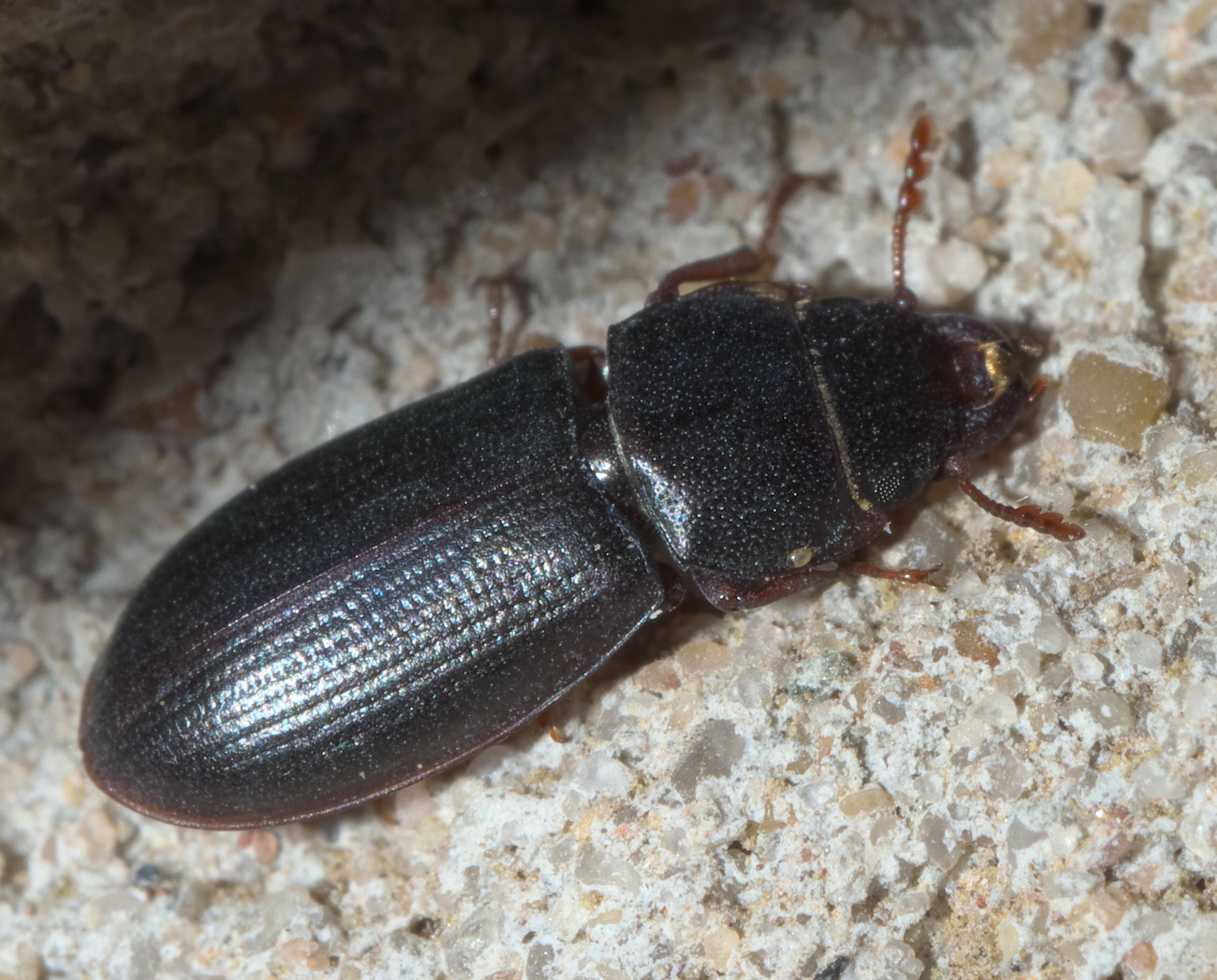
Tenebroides americanus.
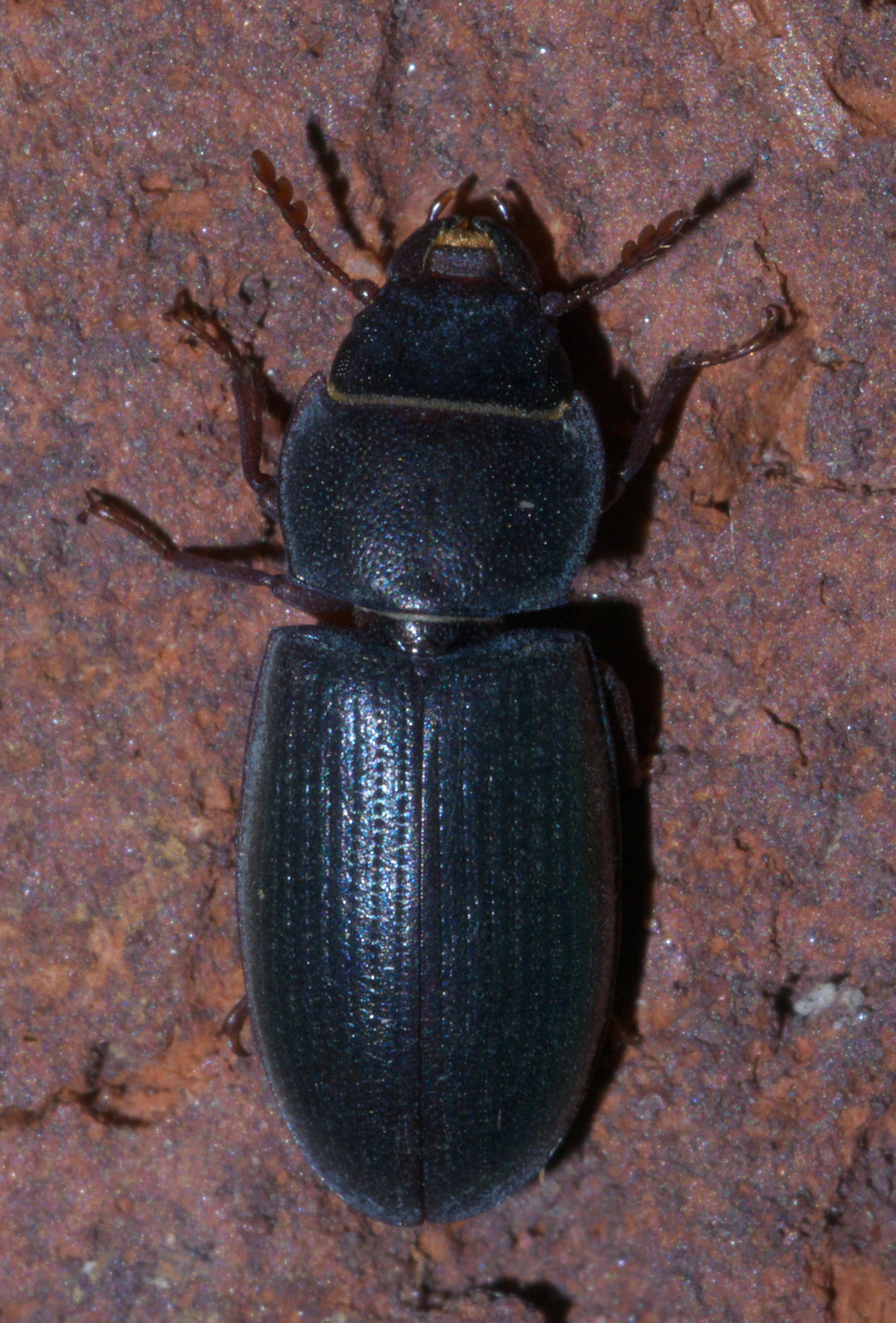
Tenebroides laticollis.